# Yaw Yeboah
Yaw Yeboah (ur. 28 marca 1997 w Akrze) – ghański piłkarz występujący na pozycji skrzydłowego w amerykańskim klubie Columbus Crew oraz reprezentacji Ghany. W swojej karierze grał również w Manchesterze City, Lille OSC, FC Twente, Realu Oviedo, CD Numancii, Celcie Vigo B, Wiśle Kraków i Columbus Crew. Obecnie gra dla Los Angeles FC.